# Saw IV
Saw IV er en canadisk-amerikansk horrorfilm fra 2007  og er instrueret af Darren Lynn Bousman.

## Medvirkende
- Tobin Bell som Jigsaw
- Lyriq Bent som Rigg
- Costas Mandylor som Hoffman
- Scott Patterson som Agent Strahm
- Angus MacFadyen som Jeff Denlon
- Justin Louis som Art
- Sarain Boylan som Brenda
- Shawnee Smith som Amanda Unge
- Betsy Russell som Jill
- Athena Karkanis som Agent Perez